# 2025년 영화
다음은 2025년 영화에 대한 정보이다. 이 해에 개봉된 영화와 주요 박스오피스, 영화제 등을 기재한다.

## 이벤트
영화상
- 1월 5일 : 제82회 골든 글로브상
- 2월 7일 : 제30회 크리틱스 초이스 어워드
- 2월 16일 : 제78회 영국 아카데미 영화상
- 2월 23일 : 제31회 미국 배우 조합상
- 2월 28일: 제50회 세자르상
- 3월 2일 : 제97회 아카데미상

영화제
- 1분기
  - 1월 23일 ~ 2월 2일 : 2025 선댄스 영화제
  - 2월 13일 ~ 23일 : 제75회 베를린 국제 영화제
  - 3월 7일 ~ 15일 : 2025 SXSW 영화제

- 2분기
  - 4월 30일 ~ 5월 9일: 제26회 전주국제영화제
  - 5월 13일 ~ 24일 : 제78회 칸 국제 영화제
  - 6월 4일 ~ 15일 : 제24회 트라이베카 영화제

- 3분기
  - 8월 27일 ~ 9월 6일 : 제80회 베네치아 국제 영화제
  - 9월 4일 ~ 14일 : 제50회 토론토 국제 영화제
  - 9월 17일 ~ 26일 : 제30회 부산국제영화제
  - 9월 26일 ~ 10월 12일 : 제63회 뉴욕 영화제

- 4분기
  - 10월 8일 ~ 19일 : 제69회 BFI 런던 영화제
  - 10월 23일 ~ 11월 1일 : 제38회 도쿄국제영화제

## 2025년 개봉작

### 외국 영화
국내 영화가 아닌 수입 영화들의 목록이다. 개봉일은 역시 대한민국 기준이며, 대한민국 내에서 개봉한 영화들만을 다룬다. 국내 개봉과 상관없이 전세계에서 2025년에 개봉된 영화를 보고 싶다면 관련 분류를 참고.